# 곡류

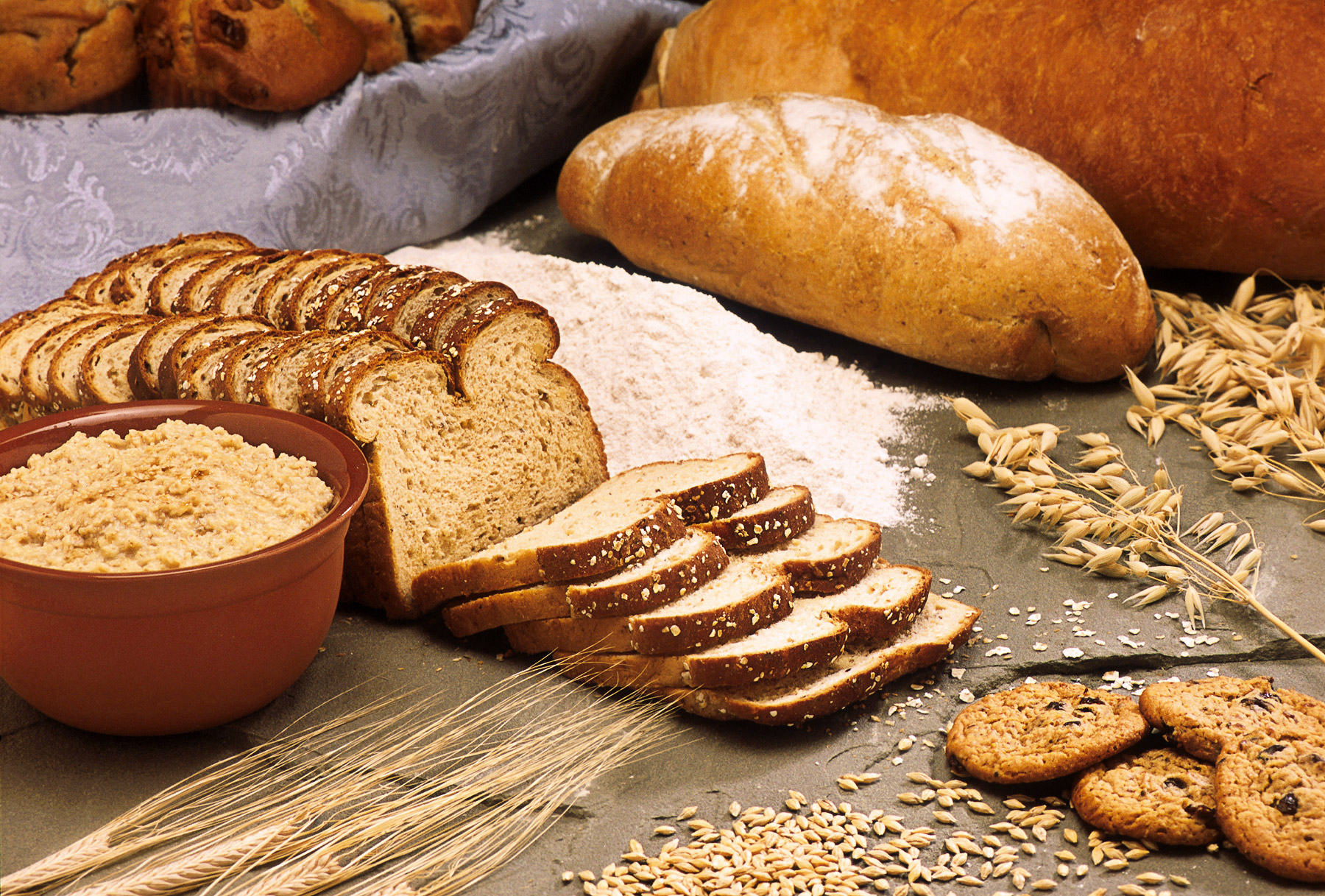

곡류(穀類, cereal)는 쌀, 밀, 보리, 옥수수 같이 주로 탄수화물 위주이고 벼과에 속하는 곡물이다.

## 곡류의 생산
아래의 표에는 1961년, 2005~2006년의 곡류 연간 생산량을 나타낸 것이다. 아곡류인 메밀, 퀴노아가 포함되어있다.
- 단위: 톤

| 곡류   | 2006년      | 2005년      | 1961년      | 비고 |
| ------ | ----------- | ----------- | ----------- | --- |
| 옥수수 | 695,287,651 | 712,877,757 | 205,004,683 | 북아메리카, 남아메리카, 아프리카, 전 세계 가축의 주식이다. 북아메리카, 오스트레일리아, 뉴질랜드에서는 "corn" 또는 "Indian corn"이라고 부른다. |
| 쌀     | 634,575,804 | 631,508,532 | 284,654,697 | 열대 지역의 주요 곡물 |
| 밀     | 605,256,883 | 628,697,531 | 222,357,231 | 온대 지역의 주요 곡물 |
| 보리   | 138,704,379 | 141,334,270 | 72,411,104  | 냉대 지역에서 주로 재배한다. 밀이 자라기에 너무 덥거나 너무 추운 지역에 있는 가축의 성장에 필요하다.                                          |
| 수수   | 56,525,765  | 59,214,205  | 40,931,625  | 아시아와 아프리카를 비롯하여 전 세계 가축에 중요한 주식                                                                                       |
| 기장   | 31,783,428  | 30,589,322  | 25,703,968  | 아시아와 아프리카의 중요한 주식을 형성하는 곡식                                                                                               |
| 귀리   | 23,106,021  | 23,552,531  | 49,588,769  | 스코틀랜드와 전 세계 가축의 주식 |
| 호밀   | 13,265,177  | 15,223,162  | 35,109,990  | 추운 기후에 중요 |
| 라이밀 | 11,338,788  | 13,293,233  | 0           | 밀과 호밀의 잡종으로 호밀과 유사하게 성장 |
| 메밀   | 2,365,158   | 2,078,299   | 2,478,596   | 유라시아에서 쓰이는 아곡류. 주로 팬케이크 등에 쓰임.                                                                                          |
| 포니오 | 378,409     | 363,021     | 178,483     | 아프리카의 곡물. |
| 퀴노아 | 58,989      | 58,443      | 32,435      | 안데스산맥에서 자라는 아곡류. |

## 같이 보기
- 식품 안전